# Туркменистан на Светском првенству у атлетици у дворани 2010.
Туркменистан је учествовао на 13. Светском првенству 2010. одржаном у Дохи(Катар) од 12, до 14. марта.
То је било осмо светско првенство у дворани на којем је Туркменистан учествовао. Репрезентацију је представљала једна атлетичарка који се такмичила у трци на 60 метара.
Такмичарка Туркменистана није освојила ниједну медаљу, нити је оборила неки рекорд.

## Учесници
Жене:
- Јелена Рјабова — 60 метара

### Жене
| Атлетичарка    | Дисциплина | Лични рекорд | Квалификације | Квалификације | Полуфинале             | Полуфинале             | Финале                 | Финале       | Детаљи |
| Атлетичарка    | Дисциплина | Лични рекорд | Резултат      | Место         | Резултат               | Место                  | Резултат               | Место        | Детаљи |
| -------------- | ---------- | ------------ | ------------- | ------------- | ---------------------- | ---------------------- | ---------------------- | ------------ | ------ |
| Јелена Рјабова | 60 м       | 7,87         | 8,27          | 6. у гр. 5    | Није се квалификовалао | Није се квалификовалао | Није се квалификовалао | 30 / 33 (35) |        |